# Dobrova (gmina Krško)
Dobrova – wieś w Słowenii, w gminie Krško. W 2018 roku liczyła 178 mieszkańców.